# Bernardino Halbherr
Bernardino Halbherr (Rovereto, 1884 - Rovereto, 1934) foi naturalista e entomólogo italiano, irmão do arqueólogo Federico Halbherr. Fundou com Giovanni Cobelli e Francesco Costa a Academia dos Ricos de Rovereto (em italiano: Accademia degli Agiati di Rovereto). Halbherr se especializou em coleoptera, tendo publicado em 1894 Elenco sistematico dei Coleotteri finora raccolti nella Valle Lagarina